# Break Up with Your Girlfriend, I'm Bored
«Break Up with Your Girlfriend, I'm Bored» (estilizado en minúsculas y traducido como «Rompe con tu novia, estoy aburrida») es una canción de la cantautora estadounidense Ariana Grande para su quinto álbum de estudio Thank U, Next (2019). La canción fue escrita por Grande, Savan Kotecha, Kandi Burruss, Kevin Briggs junto a los productores Max Martin e Ilya Salmanzadeh. Contiene un sample de la canción «It Makes Me Ill» de la boyband estadounidense NSYNC. Fue lanzada por Republic Records como tercer sencillo del álbum el 8 de febrero de 2019, junto a un video musical dirigido por Hannah Lux Davis, coincidiendo con el estreno del álbum.

## Antecedentes y lanzamiento
«Break Up with Your Girlfriend, I'm Bored» fue anunciada como parte de la lista de canciones de Thank U, Next el 22 de enero de 2019. La canción reemplazó a «Remember», una pista previamente anunciada para cerrar el álbum que Grande decidió retirar por ser muy personal para ella. El 23 de enero de 2019, Grande publicó un avance de la canción en redes sociales. El 5 de febrero de 2019, dos días antes del lanzamiento del álbum, Grande anunció que la canción sería lanzada como el tercer sencillo del álbum.

## Recepción

### Comercial
En los Estados Unidos, «Break Up with Your Girlfriend, I'm Bored» logró debutar en el número dos del listado Billboard Hot 100, por detrás de la canción «7 Rings» de la propia cantante. La misma semana, el sencillo «Thank U, Next» ascendió al puesto número tres de la lista, con esto Grande se convirtió en la primera artista femenina en la historia en ocupar simultáneamente los tres primeros puestos del listado  (aunque claro esta esto fue gracias al rendimiendo en reproducciones de Youtube y Spotify, no por ventas como The Bealtes) y la segunda en general después del grupo The Beatles, quienes lo lograron en 1964.

## Video musical
El video musical de la canción fue estrenado en el canal de Grande en YouTube el mismo día del lanzamiento del álbum, 8 de febrero de 2019. El video está dirigido por Hannah Lux Davis y cuenta con la aparición del actor Charles Melton de Riverdale.
Billboard lo llamó una «promo sexy y elegante con Grande en una fiesta y poniendo su mejor apariencia en una mansión en las colinas de Hollywood».

## Lista de canciones
- Descarga digital – Streaming[7]

| N.º | Título                                     | Duración |  |
| 1.  | «Break Up with Your Girlfriend, I'm Bored» | 3:10     |  |

- 7" Vinilo – Casete[8]

| N.º | Título                                                 | Duración |  |
| 1.  | «Break Up with Your Girlfriend, I'm Bored» (Explícita) | 3:10     |  |
| 2.  | «Break Up with Your Girlfriend, I'm Bored» (Editada)   | 3:10     |  |

## Personal
Créditos adaptados de Tidal.
Publicación
- Contiene demostraciones de «It Makes Me Ill», compuesta por Kandi Burruss y Kevin Briggs e interpretada por NSYNC.

Producción
- Ariana Grande: composición, vocales
- Max Martin: composición, producción, bajo, batería, teclado, programación
- Ilya Salmanzadeh: composición, producción, bajo, batería, teclado, programación
- Savan Kotecha: composición
- Kandi Burruss: composición
- Kevin Briggs: composición
- Jeremy Lertola: ingeniero de grabación
- Cory Bice: ingeniero de grabación
- Serban Ghenea: mezcla
- John Hanes: asistente de mezcla

## Posicionamiento en listas
| Lista (2019)                           | Mejor posición |
| -------------------------------------- | -------------- |
| Australia (ARIA)                       | 2              |
| Austria (Ö3 Austria Top 40)            | 6              |
| Alemania (Media Control AG)            | 8              |
| Bélgica (Flandes) (Ultratop 50)        | 33             |
| Bélgica (Valonia) (Ultratop 50)        | 32             |
| Canadá (Canadian Hot 100)              | 2              |
| Dinamarca (Tracklisten)                | 5              |
| Escocia (Scottish Singles Sales Chart) | 10             |
| España (PROMUSICAE)                    | 21             |
| Estados Unidos (Billboard Hot 100)     | 2              |
| Estados Unidos (Mainstream Top 40)     | 26             |
| Estados Unidos (Rhythmic)              | 36             |
| Finlandia (OFC)                        | 3              |
| Grecia Digital Songs (Billboard)       | 1              |
| Irlanda (IRMA)                         | 1              |
| Italia (FIMI)                          | 35             |
| Malasia (RIM)                          | 2              |
| Noruega (VG-lista)                     | 4              |
| Nueva Zelanda (Recorded Music NZ)      | 2              |
| Países Bajos (Mega Single Top 100)     | 11             |
| Reino Unido (UK Singles Chart)         | 1              |
| República Checa (Rádio Top 100)        | 2              |
| Suecia (Sverigetopplistan)             | 6              |

## Certificaciones
| País          | Organismo certificador | Certificación | Ventas certificadas | Ref.   |
| ------------- | ---------------------- | ------------- | ------------------- | ------ |
| Australia     | ARIA                   | Oro           | 35 000              | [ 33 ] |
| Canadá        | Music Canada           | Platino       | 80 000              | [ 34 ] |
| Nueva Zelanda | RMNZ                   | Oro           | 15 000              |        |
| Reino Unido   | BPI                    | Oro           | 400 000             |        |

## Historial de lanzamiento
| Región         | Fecha                 | Formato                    | Discográfica     | Ref.   |
| -------------- | --------------------- | -------------------------- | ---------------- | ------ |
| Varios         | 8 de febrero de 2019  | Descarga digital Streaming | Republic Records | [ 35 ] |
| Estados Unidos | 12 de febrero de 2019 | Contemporary hit radio     | Republic Records | [ 36 ] |
| Estados Unidos | 31 de mayo de 2019    | 7" Casete                  | Republic Records |        |